# حمایل

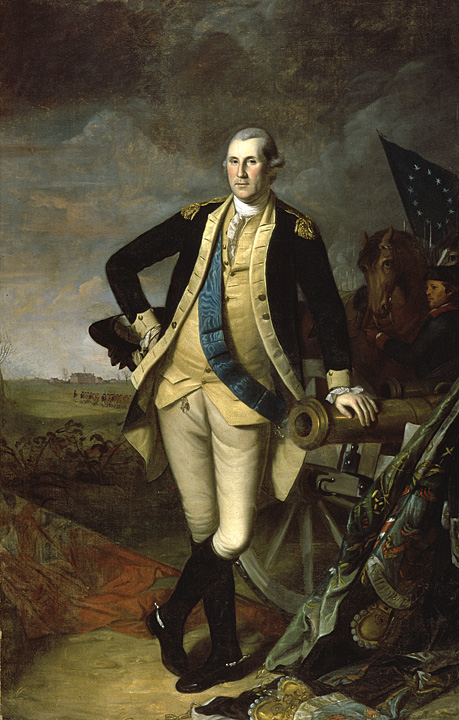
واشنگتن در پرینستن توسط چارلز ویلسون پیل (۱۷۷۹)

حمایل نواری از قماش بزرگ و معمولاً رنگارنگ است که در اطراف بدن انسان پوشیده می‌شود، یا از یک شانه تا باسن مقابل و به سمت بالا کشیده می‌شود یا دور کمر را احاطه می‌کند. حمایل دور کمر را ممکن است در لباس های روزانه بپوشند، اما حمایل از شانه تا باسن فقط در مراسم تشریفاتی پوشیده می شود. حمایل‌های تشریفاتی نیز در فرمت V شکل یافت می شوند که مستقیماً از هر دو شانه به پایین کشیده می شوند، متقاطع می شوند و زاویه ای را روی سینه یا شکم تشکیل می دهند.